# Route nationale 53bis
Pour les articles homonymes, voir Route nationale 53.
La route nationale 53BIS, ou RN 53BIS, était une route nationale française reliant Thionville à Apach et à Perl en Sarre.
À la suite de la réforme de la numérotation des routes nationales, la RN 53BIS a été renumérotée RN 153 (déclassée en RD 654 en 2006) à l'exception du tronçon initial de Thionville à la sortie de Yutz qui a été déclassée en RD 953A du fait de la construction d'une rocade se raccordant directement à l'A 31 par l'échangeur no 37.2 situé à Illange.

## Histoire
La route de Thionville à Trèves, via Sierck-les-Bains a d'abord été classée route départementale par le décret impérial du 7 janvier 1813, sous le nom de route départementale no 2 de Thionville à Trèves. Une ordonnance royale du 23 avril 1823 a modifié la numérotation des routes départementales de Moselle ; la route de Thionville à Trèves est alors renumérotée route départementale no 1 de Thionville à Sierck et à Trèves. Enfin, une loi du 26 juillet 1839 a classé cette route dans le réseau national sous le nom de route nationale 53BIS,.

## Ancien tracé de Thionville à Ach et à Perl
- Thionville D 953A
- Yutz D 654
- Kœnigsmacker
- Petite-Hettange, commune de Malling
- Sierck-les-Bains
- Apach D 654
- Perl  Allemagne B 419